# Klaus Klaffenböck
Klaus Klaffenböck (Peuerbach, 24 juli 1968) is een Oostenrijks voormalig motorcoureur in de zijspanklasse. Hij was wereldkampioen in de FIM World Sidecar Championship, en voormalig teamchef van het Klaffi Honda World Superbike team met Alex Barros, Pierfrancesco Chili en Max Neukirchner.
Kläffenbock werd in 2001 wereldkampioen zijspanrace met bakkenist Christian Parzer op een LCR-Suzuki-machine. Hij nam ook deel aan de Isle of Man TT, waar hij in 2010 ‘Race A' won. Hij was daarmee de eerste Oostenrijkse winnaar sinds Rupert Hollaus won in de Ultra -Lichtgewicht TT solo-klasse in 1954.

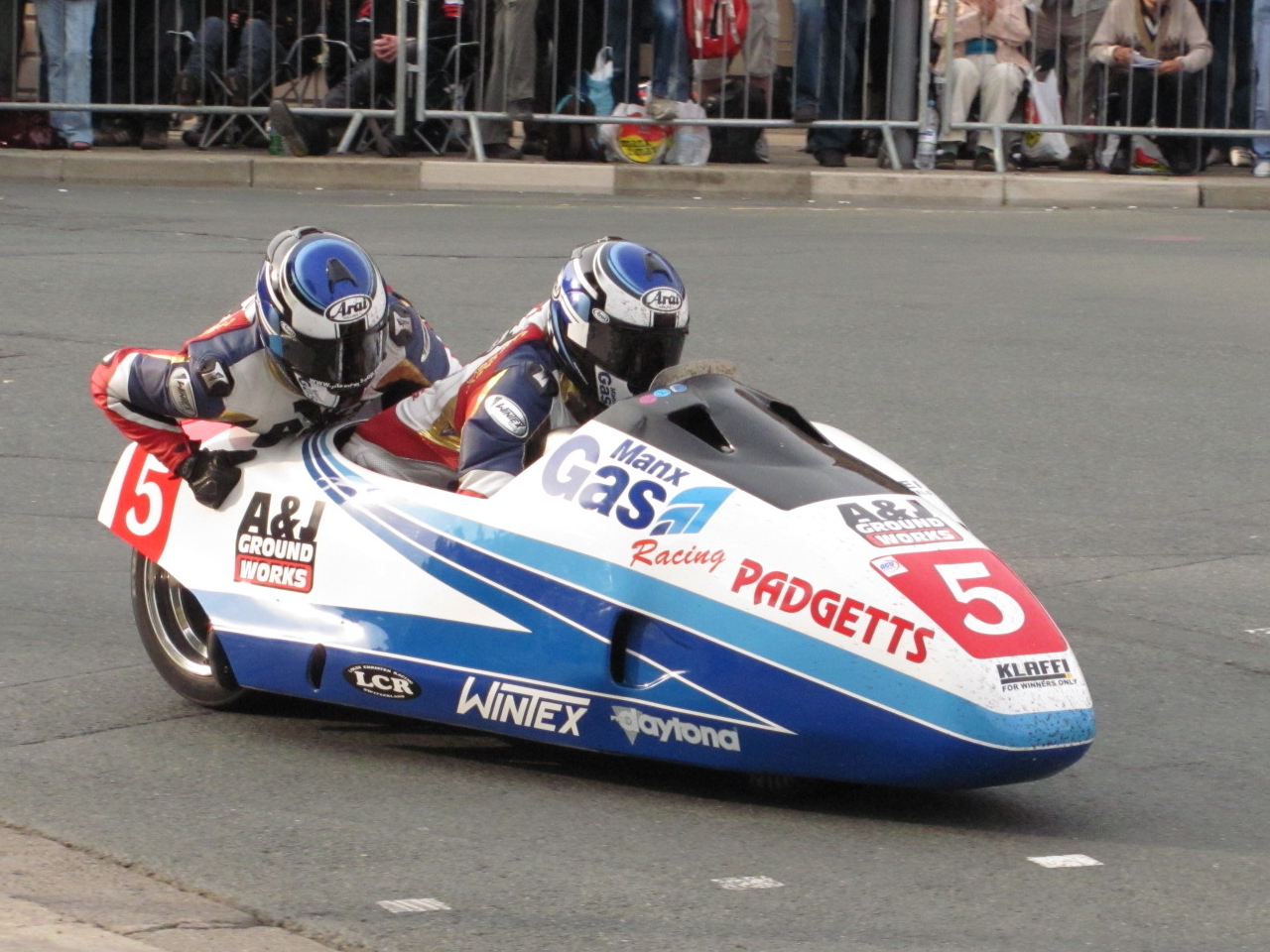
Klaus Klaffenböck en Dan Sayle op hun LCR-Honda in hun winnende TT-race in 2010

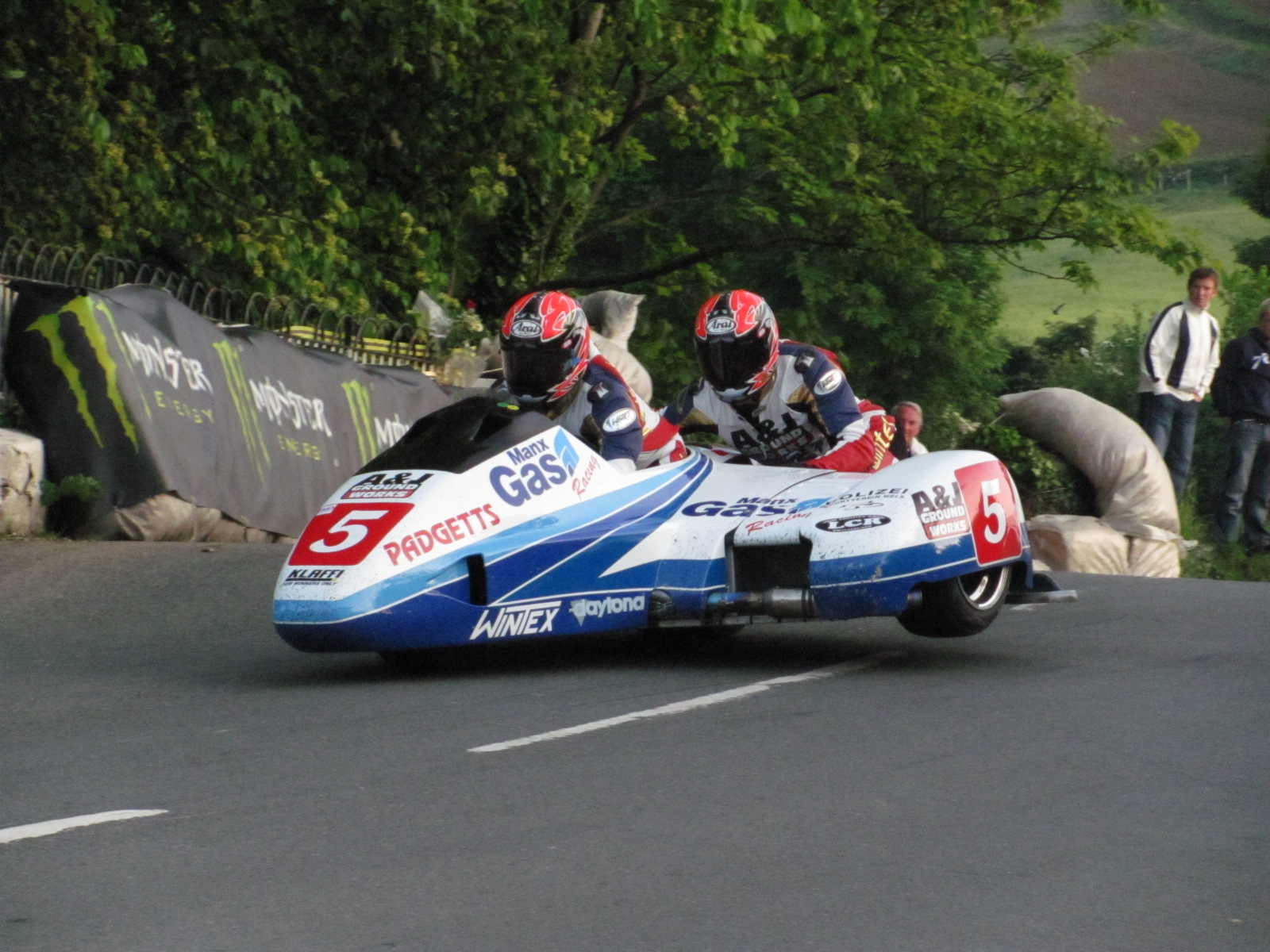
Klaffenböck en Sayle bij de Ballaugh Bridge